# Bernard Rajzman
Bernard Rajzman (San Paolo, 29 luglio 1958) è un ex pallavolista ed ex giocatore di beach volley brasiliano.
Giocava nel ruolo di schiacciatore.

## Palmarès

### Club
- Campionato brasiliano: 1

1982
- Coppa Italia: 2

1978-79, 1979-80
- Campionato Paulista: 1

1981
- Campionato Carioca: 3

1987, 1988, 1989
- Coppa delle Coppe: 1

1979-80
- Campionato sudamericano per club: 3

1980, 1982, 1986

### Nazionale (competizioni minori)
- Campionato sudamericano Under-21 1972
- Campionato sudamericano Under-21 1974
- Giochi panamericani 1975
- Campionato sudamericano Under-21 1976
- Giochi panamericani 1979
- Mundialito 1982
- Giochi panamericani 1983
- Giochi panamericani 1987

### Premi individuali
- 1978 - Campionato mondiale: Sestetto ideale
- 2005 - Inserimento nella Volleyball Hall of Fame come giocatore